# Max Reger – Musik als Dauerzustand
Max Reger – Musik als Dauerzustand ist ein italienischer Dokumentarfilm in deutscher Sprache über die Lebensgeschichte und das Wirken des Komponisten Max Reger. Der 2002 veröffentlichte Dokumentarfilm ist in Zusammenarbeit zwischen dem Grimme-Preisträger Andreas Pichler und Ewald Kontschieder entstanden und wurde von der RAI Südtirol koproduziert. Die Erstausstrahlung im italienischen Fernsehen erfolgte am 8. November 2002 auf RAI Südtirol, die deutsche Erstaufführung am 13. März 2003 im Max-Reger-Archiv in den Meininger Museen. Weitere TV-Ausstrahlungen (Schweizer Radio und Fernsehen, „Klanghotel“ 2004) und Aufführungen auf Musikfestivals, internationalen Tagungen (Goethe-Institut Bukarest, 19. März 2003) und in Konzerthäusern u. a. Konzerthaus Berlin (8. April 2013) folgten. Es ist der einzige biografische Film mit Dokufiktion-Zügen über das Leben Max Regers.

## Inhalt
1914 besuchte der Komponist Max Reger erschöpfungsbedingt den Kurort Meran im Süden Tirols, das zu dieser Zeit einer der mondänsten Kurorte Europas war. Musik als Dauerzustand erzählt das Leben Regers aus der Sicht dieses Kuraufenthaltes kurz vor Ausbruch des Ersten Weltkrieges. Im Mittelpunkt steht der „moderne“ und von Arnold Schönberg verehrte Komponist, der mit seiner romantischen Seele den Aufbruch in die musikalische Moderne wagt, aber den Weg nicht ganz zu Ende gehen will oder kann. In assoziativen Rückblenden wird auf die wichtigsten Abschnitte im Leben Regers eingegangen: die Münchner, die Leipziger und die Meininger Zeit.

## Hintergrund
Der Komponist Max Reger (1873–1916) hielt sich nach einem Zusammenbruch im Frühjahr 1914 in Begleitung von Fritz Stein und dessen Frau im Nobelsanatorium Martinsbrunn in Gratsch bei Meran auf. Hier komponierte er mehrere Werke und konzipierte eines seiner Hauptwerke, die sogenannten Mozart-Variationen. In wenigen Wochen wieder genesen, kehrte er in einen intensiven Musikeralltag zurück, kündigte aber gleichzeitig sein Amt als Hofkapellmeister von Sachsen-Meiningen in Meiningen.
Die Filmdokumentation ist in Zusammenarbeit mit Susanne Popp vom Max-Reger-Institut Karlsruhe entstanden. Die Dreharbeiten fanden in Südtirol, Karlsruhe und Essen statt. Der Film existiert auch in einer englischen (Max Reger – Music as perpetual state) und italienischen Sprachfassung (Max Reger – Ossessione musica).

## Kritik
„Für Kenner ist der am 5. November 2002 in Meran erstmals vorgeführte Film eine lebendige, sehenswerte Ergänzung, für Unbedarfte in Sachen Reger ein schöner Einstieg in das Thema und ein Anreiz, sich reger mit Reger zu beschäftigen.“